# Pantortilla
La pantortilla és una especialitat de la rebosteria típica de la ciutat de Reinosa, a Cantàbria (Espanya). Té forma plana i rodona o lleugerament el·líptica, feta d'una massa de pasta fullada amb una capa de sucre caramel·litzat a la meitat superior, que les distingeix d'altres especialitats de rebosteria. El seu nom es pot deure a la similitud de la seva forma i aspecte amb el de la truita de patates, o més probablement com diminutiu de pantorta.
Diu la tradició popular que només en el clima i condicions de Reinosa pot elaborar la pantortilla, i que en cap altre lloc s'aconsegueix preparar-les de la mateixa manera. Aquestes postres són molt populars a la comarca de Campoo-Los Valles, de la qual Reinosa és capital, encara que actualment es coneixen a tot Cantàbria, però sovint són difícils de trobar fora d'aquesta comarca; a la resta d'Espanya no són unes postres gaire conegudes, ja que, com que la seva producció no és gaire gran, normalment el producte no surt de la seva zona d'origen.